# Mike MacDowel
Michael George Hartwell MacDowel, detto Mike (Great Yarmouth, 13 settembre 1932 – Cheltenham, 18 gennaio 2016), è stato un pilota automobilistico britannico.
In Formula 1 partecipò al solo Gran Premio di Francia 1957, condividendo una Cooper con Jack Brabham e terminando la gara settimo.
Dal 1968 agli anni novanta corse in competizioni di cronoscalata automobilistica, diventando campione nazionale nel 1973 e 1974.

## Risultati in Formula 1
| 1957 | Scuderia | Vettura    |  |  |  |   |  |  |  |  |  | Punti | Pos. |
| ---- | -------- | ---------- |  |  |  | - |  |  |  |  |  | ----- | ---- |
| 1957 | Cooper   | Cooper T43 |  |  |  | 7 |  |  |  |  |  | 0     |      |

| Legenda | 1º posto     | 2º posto | 3º posto    | A punti         | Senza punti/Non class.  | Grassetto – Pole position Corsivo – Giro più veloce |
| Legenda | Squalificato | Ritirato | Non partito | Non qualificato | Solo prove/Terzo pilota | Grassetto – Pole position Corsivo – Giro più veloce |